# Telegrafía óptica en Andalucía
La telegrafía óptica fue, durante la primera mitad del siglo XIX, la precursora del telégrafo eléctrico. Se inicia fundamentalmente a partir de 1793 con el invento del francés Claude Chappe: el telégrafo óptico. Consistía en una serie de torres organizadas en líneas que, mediante una maquinaria óptica o visual instalada en su azotea, podían enviar rápidamente un mensaje codificado a largas distancias. En principio fueron de índole militar y más tarde se convirtieron en un servicio civil durante la primera mitad del siglo XIX. Con la aparición de la telegrafía eléctrica, este sistema de telecomunicación quedó relegado a labores militares.

## La red militar
En España, el primer telégrafo óptico fue diseñado por el ingeniero canario Agustín de Betancourt y Molina, que construyó la primera línea de telegrafía óptica entre Madrid y Aranjuez, aunque parece ser que no pudo terminar su ampliación hasta Cádiz.
Por tanto, posiblemente el primer telégrafo óptico de Andalucía aparece en 1805 en las llamadas Líneas telegráficas de Cádiz, que vigilaban la costa gaditana por orden del gobernador militar de Cádiz, Francisco Solano y Ortiz de Rozas (Marqués de la Solana). Se conserva en Cádiz capital la torre del Telégrafo Principal que controlaba las cuatro líneas (Cádiz-Sanlúcar de Barrameda; Cádiz-Jerez de la Frontera; Cádiz-Medina Sidonia; y Cádiz-La Isla-Chiclana de la Frontera).

## La red civil
En la década de los 30 (1831-1834), se instalaron las primeras líneas civiles entre los palacios reales, desde Madrid hasta Aranjuez y hasta La Granja. Aunque este telégrafo no llegó a Andalucía, su creador Juan José Lerena y Barry procedía de Cádiz.

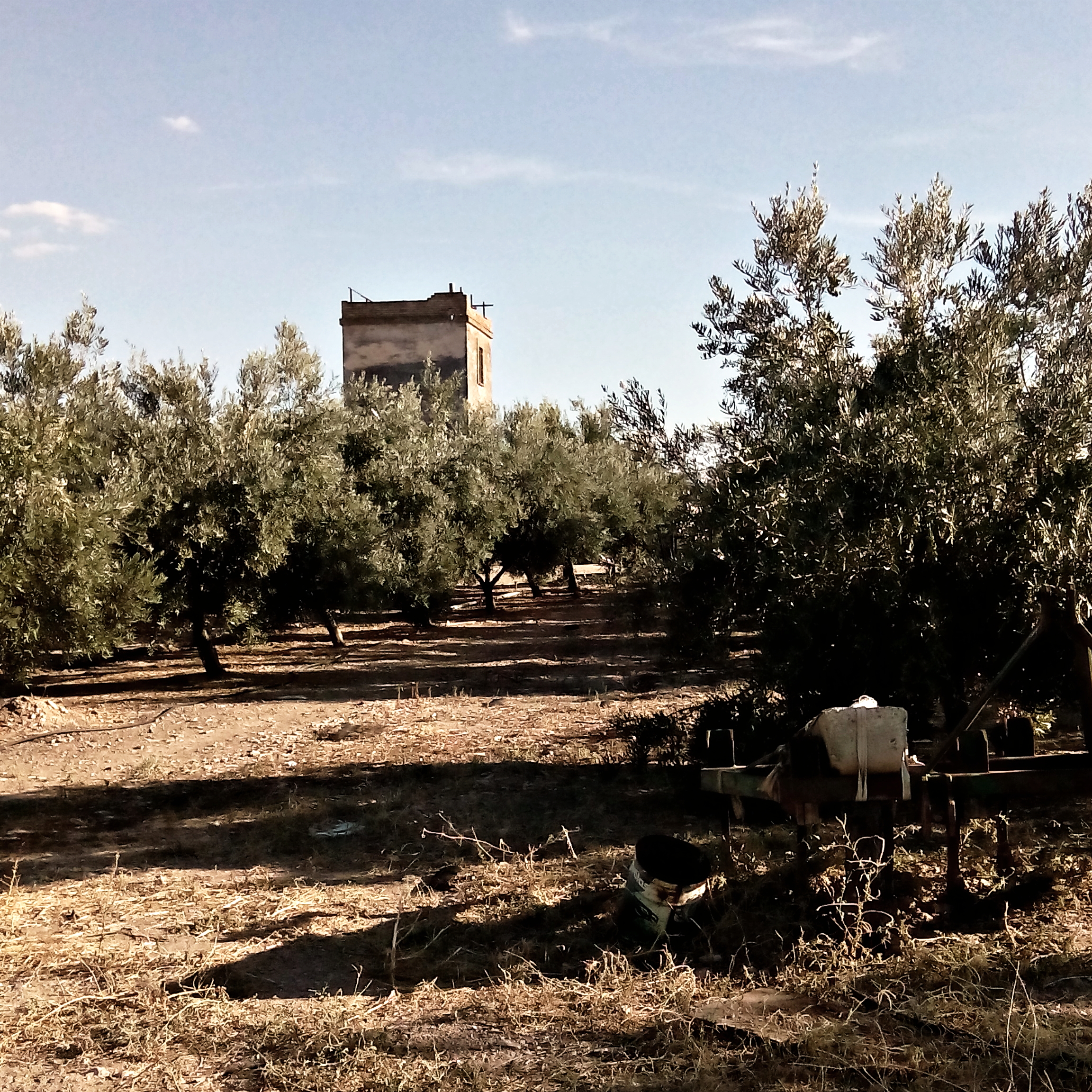
Torreón del cerro Juncá, en Villafranca de Córdoba, parte de la línea de Andalucía

Por fin, a partir de 1844 se logró la construcción de una red civil de telegrafía óptica según la dirección del Brigadier José María Mathé Aragua. En la década moderada del reinado de Isabel II se construyeron tres líneas de torres ópticas:
- Línea de Castilla (Madrid-Irún);
- Línea de Cataluña (Madrid-Valencia-Barcelona-Gerona);
- y Línea de Andalucía (Madrid-Cádiz).[1]

Estas torres telegráficas fueron abandonadas desde 1855 hasta 1857, sustituidas rápidamente por las nuevas líneas de telegrafía eléctrica.